# Amanda Dee

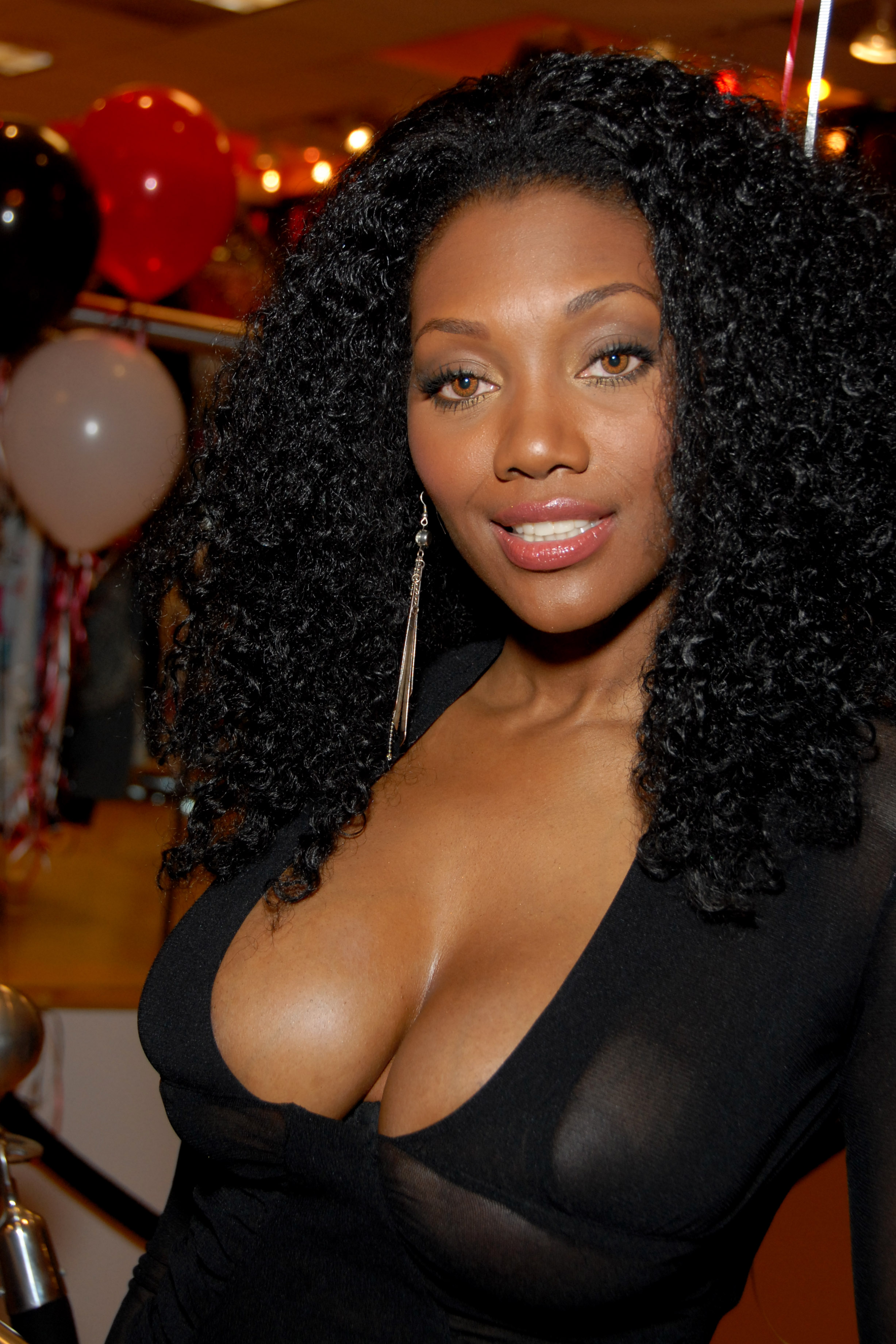
Nyomi Banxxx (2009)

Amanda Dee (* 14. Oktober 1972 in Chicago, Illinois) ist eine US-amerikanische Schauspielerin sowie ehemalige Pornodarstellerin und Produzentin von Pornofilmen. Sie war während ihrer Zeit als Pornodarstellerin unter dem Pseudonym Nyomi Banxxx tätig.

## Leben
Amanda Dee begann ihre berufliche Laufbahn als Sängerin in der bei Sony Entertainment unter Vertrag stehenden R&B-Gruppe Carmen Jones. Später arbeitete sie als Model auf Laufstegen und wurde für verschiedene Magazine abgelichtet.
Ihre Karriere als Darstellerin in Hardcore-Pornofilmen begann Dee im Jahre 2006. Grund hierfür war, dass sie im Pornogeschäft das Potenzial sah, viel Geld zu verdienen und so die medizinische Behandlung ihres Vaters, der an einer seltenen Form von Typ-1-Diabetes litt, bezahlen zu können. Im Jahr 2009 gewann Nyomi Banxxx den Urban X Award als Best MILF Performer. Die Winterausgabe 2012 des Männer-Magazins The Women of King widmete ihr ein zehnseitiges Porträt. 2013 beendete Banxxx ihre Karriere als Pornodarstellerin, arbeitete aber unter ihrem Pseudonym weiter als Radiomoderatorin und Produzentin von Pornos.
2018 wurde sie in die Urban X Hall of Fame aufgenommen. Laut IAFD hat sie in 312 Filmen mitgewirkt. Ihr 2022 gestarteter Podcast Ask Nyomi Bridging The Gap, in dem sie in ihrer Rolle als ehemalige Pornodarstellerin mit wechselnden Gästen über Sex, Liebe und Spiritualität spricht, wurde 2023 ebenfalls für einen Urban X Award nominiert.
Neben einem eigenen Record Label (Family Boot Camp Records), einer Modelinie (A.K.I.S.S.) und einer Produktionsfirma für Pornofilme (NBX Productions) besitzt Amanda Dee auch ein Produktionsstudio (That’s Common Productions). Im von ihr produzierten Independent-Film Caught in the Game ihres Studios spielt sie selbst auch gleichzeitig die Hauptrolle. Regie führte dabei Michael Merril. Der Film wurde auf mehreren Festivals gezeigt.

## Filmografie (Auswahl)

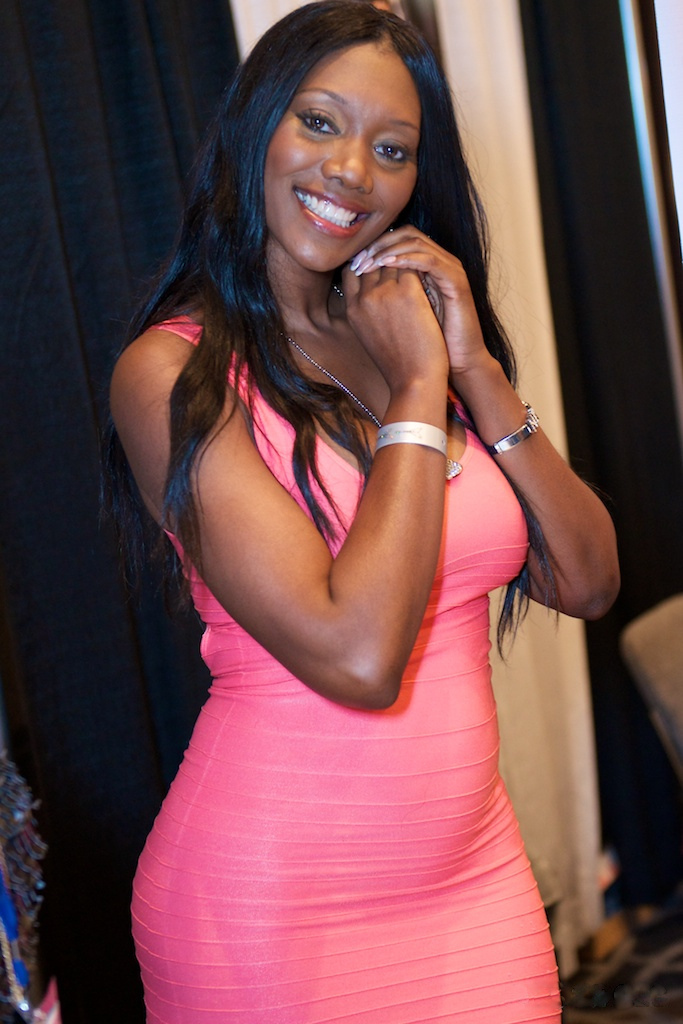
Nyomi Banxxx, 2012

### Als Nyomi Banxxx
- 2006: Manhunters
- 2006: Momma Knows Best 2
- 2007: Slutty and Sluttier 3
- 2007: Women Seeking Women 33
- 2007: Chocolate Milf
- 2009: My Baby Got Back 45 und 46
- 2010: Nyomi Banxxx Is Hardcore
- 2010: Official Friday Parody
- 2010: Speed
- 2010: Performers Of The Year 2011
- 2011: Official Shaft Parody
- 2013: Big Tits at School 19

### Als Amanda Dee
- 2005: Comatose
- 2009: Caught in the Game

## Auszeichnungen und Nominierungen
- 2009: Urban X Awards – Best Milf Performer
- 2011: Urban X Awards – Female Performer of the Year
- 2011: Urban X Awards – Best Anal Sex Scene
- 2017: AVN Award – Best Non-Sex Performance (in Suicide Squad XXX: An Axel Braun Parody)[9]
- 2019: Urban X Awards – Most Popular Fetish Star
- 2022: Aufnahme in die AVN Hall of Fame[10]